# Raffaello Magiotti
Raffaello Magiotti (Montevarchi, province d'Arezzo, 5 septembre 1597 - Rome, 1656) est un physicien, un mathématicien et un astronome italien du XVIIe siècle, principalement connu pour ses travaux sur la non-compressibilité de l'eau.

## Biographie
Raffaello Magiotti entre dans les ordres et suit à Rome, comme secrétaire, le cardinal Sachetti. Il travaille à la bibliothèque du Vatican dès 1636. En 1638, il est candidat à la chaire de mathématiques de l'université de Pise.
Élève de Benedetto Castelli, il est très au fait des débats scientifiques qui ont lieu à Rome à cette époque et en tient informé Galilée.
Autour des années 1640, il participe, avec Gasparo Berti aux expériences sur la pression atmosphérique. Il en fait le compte rendu à Torricelli en émettant l'idée que l'utilisation d'un liquide plus dense, comme de l'eau salée, rendrait l'expérience moins difficile à réaliser. Toriccelli préfèrera utiliser du mercure.
En 1648, il publie son unique ouvrage Renitenza dell’acqua alla compressione sur la résistance de l'eau à la compression, dans lequel il affirme que l'eau est absolument résistante à la pression. On sait de nos jours qu'il n'avait que partiellement raison, l'eau est très faiblement compressible. Dans cette publication, on trouve trace du premier schéma de Ludion dont on lui attribue la paternité. Les notes que Magiotti avaient accumulées furent pillées lors de la grande peste qui sévit à Rome en 1656 et dont il est mort.
Francesco Redi dont il fait connaissance en 1650 dira de lui : « Magiotti est un grand savant, et je cherche à rester auprès de lui autant que je peux, parce que toujours j'apprends de lui quelque belle chose. »